# Khảo cổ học tri thức
Khảo cổ học tri thức (tiếng Pháp: L'archéologie du savoir) là một chuyên luận năm 1969 về phương pháp luận và viết sử luận của triết gia Pháp Michel Foucault, trong đó ông thúc đẩy "khảo cổ học" hay "phương pháp khảo cổ", một phương pháp phân tích được ông ngầm sử dụng trong các tác phẩm trước đây của ông như Điên loạn và văn minh (1961), Sự ra đời của Phòng khám (1963), và Trật tự của sự vật (1966). Đó là tác phẩm chỉ mang tính phương pháp luận của Foucault.
Tiền đề của Foucault là các hệ thống tư tưởng và kiến thức ("nhận thức" hoặc "các hình thái diễn ngôn") bị chi phối bởi các quy tắc (ngoài ngữ pháp và logic) hoạt động bên dưới ý thức của từng chủ thể và xác định một hệ thống các khả năng mang tính khuôn mẫu, cái sẽ xác định ranh giới tư duy và ngôn ngữ sử dụng trong một khu vực và thời gian nhất định. Foucault cũng cung cấp một cách xử lý và phê phán triết học về các tác phẩm hiện tượng luận và cấu trúc luận giáo điều về lịch sử và triết học, miêu tả các tự sự liên tục như là những cách ngây thơ để phóng chiếu ý thức của chúng ta vào quá khứ, do đó mang tính độc quyền và loại trừ.

## Tóm tắt
Foucault lập luận rằng nghiên cứu đương đại về lịch sử của các ý tưởng, mặc dù nó nhắm vào những thời điểm chuyển tiếp giữa các thế giới quan lịch sử, cuối cùng phụ thuộc vào sự liên tục, cái bị phá vỡ khi nghiên cứu kỹ lưỡng. Lịch sử của các ý tưởng đánh dấu các điểm đứt đoạn giữa các phương thức tri thức được xác định rộng rãi, nhưng giả định rằng các phương thức đó tồn tại như những toàn thể sẽ thất bại trong việc công bằng hóa sự phức tạp của diễn ngôn. Foucault lập luận rằng "các diễn ngôn" xuất hiện và biến đổi không phải theo một loạt các thế giới quan thông thường, không được bày tỏ đang phát triển, mà theo một tập hợp rộng lớn và phức tạp của các mối quan hệ diễn ngôn và thể chế, cái được định nghĩa bằng cách phá vỡ các chủ đề thống nhất.
Foucault định nghĩa một "diễn ngôn" là một "cách nói". Do đó, phương pháp của ông chỉ nghiên cứu tập hợp 'những điều đã nói' trong sự xuất hiện và biến đổi của chúng, mà không có bất kỳ suy đoán nào về ý nghĩa tổng thể, tập thể của những phát biểu đó và đưa sự nhấn mạnh của ông về chính diễn ngôn xuống đơn vị cơ bản nhất đã nói: phát biểu (énoncé). Trong phần lớn nội dung của cuốn Khảo cổ học, Foucault lập luận ủng hộ và chống lại các quan niệm khác nhau về các khía cạnh vốn có của một phát biểu, mà không đi đến một định nghĩa toàn diện. Tuy nhiên, ông cho rằng một phát biểu là các quy tắc theo đó tạo nên một diễn tả (nghĩa là một cụm từ, một mệnh đề hoặc một hành động nói) có ý nghĩa diễn ngôn. Khái niệm về ý nghĩa này khác với khái niệm về sự biểu đạt: Mặc dù một diễn tả là một biểu đạt, ví dụ "Núi vàng ở California", tuy nhiên nó có thể vô nghĩa về mặt diễn ngôn và do đó không tồn tại trong một diễn ngôn nhất định. Vì lý do này, "phát biểu" là một chức năng tồn tại cho ý nghĩa diễn ngôn.
Là các quy tắc, "phát biểu" có một ý nghĩa đặc biệt trong Khảo cổ học: đó không phải là chính diễn tả, mà là các quy tắc làm cho một diễn tả có ý nghĩa diễn ngôn. Các quy tắc này không phải là cú pháp và ngữ nghĩa  tạo ra một diễn tả biểu đạt. Đây là quy tắc bổ sung. Trái ngược với các nhà cấu trúc, Foucault chứng minh rằng các cấu trúc ngữ nghĩa và cú pháp không đủ để xác định ý nghĩa diễn ngôn của một diễn tả. Tùy thuộc vào việc nó có tuân thủ các quy tắc về ý nghĩa diễn ngôn này hay không, một cụm từ đúng ngữ pháp có thể thiếu ý nghĩa diễn ngôn hoặc ngược lại, một câu không đúng ngữ pháp có thể có ý nghĩa diễn ngôn - thậm chí là các chữ cái vô nghĩa (ví dụ "QWERTY") có thể có ý nghĩa diễn ngôn. Do đó, ý nghĩa của các diễn tả phụ thuộc vào các điều kiện mà chúng xuất hiện và tồn tại trong một lĩnh vực diễn ngôn; ý nghĩa diễn ngôn của một diễn tả phụ thuộc vào sự nối tiếp của các phát biểu đi trước và tiếp sau nó. Nói tóm lại, "những phát biểu" mà Foucault đã phân tích không phải là mệnh đề, cụm từ hoặc hành vi nói. Thay vào đó, "những phát biểu" tạo thành một mạng lưới các quy tắc xác định các diễn tả có ý nghĩa diễn ngôn và các quy tắc này là tiền đề để biểu đạt các mệnh đề, lời nói hoặc hành vi nói có ý nghĩa diễn ngôn. Tuy nhiên, "những phát biểu" cũng là "những sự kiện", bởi vì, giống như các quy tắc khác, chúng xuất hiện (hoặc biến mất) vào một thời điểm nào đó.
Phân tích của Foucault sau đó chuyển sang sự phân tán có tổ chức của các phát biểu, mà ông gọi là sự hình thành diễn ngôn. Foucault nhắc lại rằng phân tích mà ông phác thảo chỉ là một phương thức có thể xảy ra và ông không tìm cách thay thế các cách phân tích diễn ngôn khác hoặc vô hiệu hóa chúng.
Foucault kết luận Khảo cổ học với các phản hồi đối với những lời chỉ trích từ một nhà phê bình giả tưởng (mà ông dự đoán sẽ xảy ra sau khi cuốn sách của ông được đọc).

## Tiếp nhận
Triết gia Gilles Deleuze, viết trong Foucault (1986), mô tả Khảo cổ học tri thức là "bước quyết định nhất từng được thực hiện trong thực hành - lý thuyết về thuyết đa bội ".